# غاري ويذرسبون
غاري ويذرسبون (بالإنجليزية: Gary Witherspoon)‏ هو عالم إنسان أمريكي، ولد في 27 يوليو 1943 في بالتيمور في الولايات المتحدة.